# 構造的暴力
構造的暴力（こうぞうてきぼうりょく）は、国際政治学および平和学の概念の一つ。
暴力行為を誘発する原因が明確な個人や集団に特定できないような社会構造を原因とする暴力の形態である。
暴力の形態には物理的なものから心理的なもの、行為主体が個人に特定可能なものから集団的なものまでさまざまに考えられる。その中で行為主体が不明確であり、間接的・潜在的にふりかかる暴力の形態を構造的暴力と呼ぶ。具体的には貧困・飢餓・抑圧・差別・愚民政策などがこれに当たる。
構造的暴力と対置される暴力、すなわち行為主体がいる暴力は、直接的暴力という。政治暴力もその一つだが、戦争は直接的暴力の一種でひときわ大規模なものである。この理論のもとでは、平和とは暴力がない状態であり、直接的暴力がない状態は消極的平和、構造的暴力がない状態が積極的平和である。

## 広義の暴力と構造的暴力
構造的暴力という用語は、1969年にノルウェー人の平和研究者ヨハン・ガルトゥングが提唱した。ガルトゥングは論文「暴力・平和・平和研究」において、望ましい、追求すべき目標としての平和概念を作るために、その反対である暴力の概念を大きく広げようとした。
狭い定義では、力を直接行使して他人の肉体を損傷させることだけが暴力となるが、その場合、たとえば威嚇によって間接的に人に危害を与えるのは暴力に含まれない。間接的な危害が常態化したような社会の維持を、望ましい平和として追求するわけにはいかない。その種の様々な疑念を払拭できるように大きく拡張したのが、「ある人にたいして影響力が行使された結果、彼が現実的に肉体的、精神的に実現しえたものが、彼のもつ潜在的実現可能性を下まわった場合、そこには暴力が存在する」という暴力の定義である。
構造的暴力は、ガルトゥングがこの暴力を様々な側面から分類した中の一つで、もっとも著名なものである。構造的暴力とは、暴力を行為する主体が存在しないような暴力である。たとえば、不平等な社会において、貧困のせいで人の生存が危ぶまれている場合、危害を与えている人を名指しすることはできないが、構造的暴力がある。ガルトゥングは行為主体がいない暴力を構造的暴力または間接的暴力、行為主体がいる暴力を個人的暴力または直接的暴力と呼んだ。ガルトゥングは集団的で大規模な暴力までも個人的暴力と呼ぶが、その用法は普及せず、諸学者が構造的暴力と対にするのは直接的暴力である。
構造的暴力は、平和のための研究・実践が立ち向かうべき課題を明らかにするために作られた概念であり、因果関係を直接示すものではない。たとえば、直接的暴力はすべて構造的暴力に根ざしているとか、構造的暴力の解決のほうが直接的暴力の除去より重要だ、といった結論は導き出せない。その逆に、直接的暴力のほうが構造的暴力より重大だといった主張も正しくない。重要性の軽重や因果関係は個別的には当然あるが、殴り合いから核戦争まで含む直接的暴力と、政治的抑圧から経済的不平等まで含む構造的暴力を、全部まとめてどちらが上か下かと論じるのは無理というものである。

## 平和研究への影響
構造的暴力の概念は、平和研究（平和学）の対象を、貧困と抑圧の問題にまで大きく押し広げることに貢献するものであった。戦争と構造的暴力を、世界的な取り組みを必要とする二大課題とする考えは、平和学の基礎となっている。21世紀に広まった人間の安全保障の構想も、同じ関心を継承するものである。